# Апатинска синагога
Апатинска синагога јеврејска је синагога, саграђена 1885. године у неоготском стилу. Налази се у улици Огњена Прице бр. 5. у Апатину. У јануару 2024. године проглашена је за споменик културе.

## Опште информације
Током 19. века, припадни малобројне јеврејске заједнице у Апатину сакупили су новац за изградњу богомоље која задовољава њихове религиозне потребе. Пре тога у ове сврхе коришћен је један стамбени објекат, за који су Јевреји из Апатина плаћали закуп, до друге половине 19. века.
Синагога је саграђена у неоготском стилу, 1885. године, а налази се у данашњој улици Огњена Прице бр. 5. Претпоставља да је синагога ипак настала проширењем или преправком неке старије зграде из друге половине 18. века, али за то не постоје писани докази. Грађена је од ћерпича и старе опере.
Особеност Апатинске синагоге је полихромни мурал на таваници, са представом две плоче (хебр. лухот хабрит), са Десет Божјих заповести, исписаних хебрејским писмом, са словима обрнуте оријентације, те се текст може читати једино преко огледала. По овој карактеристици, Апатинска синагога је јединствена у свету.
Након Другог светског рата, због практично нестанка јеврејске популације у Апатину (од некадашњих 60 апатинских Јевреја, 52 су страдала након њихове депортације у логое 1944. године), престаје потреба за њеним коришћењем, тако да се продаје, 1955. године, представницима баптистичке цркве.
Комплетна фасада остаје иста, а једина интервенција састоји се у постављњу крста на врху објекта, односно на камену плочу (лухот хабрит), додаје се крст, који симболично означава конверзију објекта из јудаистичке конфесије у баптистичку.
Ужим делом је директно позиционирана на уличну регулациону линију (што представља одступање од тадашње законске регулативе, којом је прецизно дефинисано да православни и јудаистички верски објекти морају бити повучени и ограђени). На уличној фасади се налазе два неоготска прозора са малим окулусом између њих. Фасадно платно поседује и два симетрично постављена пиластра, док се на забату налази низ аркадица, које прате његову форму.
Са јужне, дворишне, стране се налази низ од четири кордонска прозора и улаз у саму синагогу (ово представља значајно одступање од верских правила која налажу да је улаз постави на западној страни).
Влада Републике Србије усвојила је одлуку у јануару 2024. године о проглашењу Апатинске синагоге спомеником културе.